# Timnit Gebru

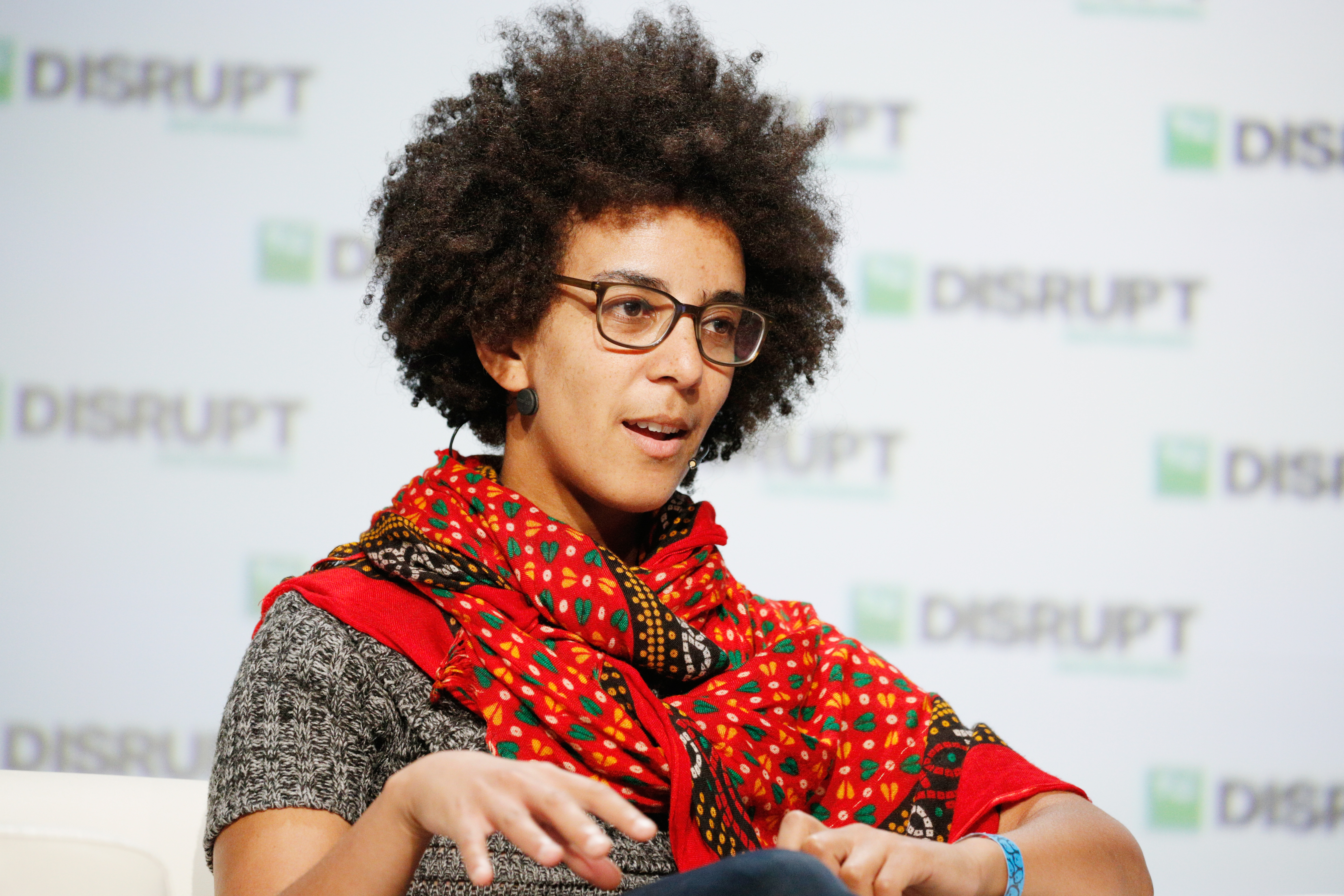
Gebru in 2018

Timnit Gebru (Addis Abeba, 1982 of 1983) is een informaticus die kunstmatige intelligentie onderzoekt. In 2021 startte ze het onderzoeksbureau Distributed Artificial Intelligence Research Institute dat ethiek in de kunstmatige intelligentie onderzoekt.

## Biografie
Gebru groeide op in Ethiopië en emigreerde op haar 16e naar de Verenigde Staten waar ze ging studeren aan de Stanford-universiteit. Tijdens haar studie richtte ze samen met Rediet Abebe de organisatie Black in AI op, dat zich inzet voor een grotere invloed van zwarten in de ontwikkeling en  het onderzoek van kunstmatige intelligentie. Tijdens haar studie ging ze werken voor Apple waar ze aan de ontwikkeling van de iPad werkte.
Na haar studie werkte ze eerst een jaar bij Microsoft Research waarna ze in 2018 naar Google ging. Bij Google leidde ze samen met Margaret Mitchell de afdeling ethiek in de kunstmatige intelligentie (Ethical Artificial Intelligence Team). In een wetenschappelijke publicatie uit 2020 genaamd "On the Dangers of Stochastic Parrots: Can Language Models Be Too Big?" beschreef ze samen met vijf mede-auteurs de risico's van Grote taalmodellen.
Nadat ze het verzoek van Google weigerde om de publicatie in te trekken of haar naam van het paper af te halen, werd ze in december 2020 ontslagen.
Sinds haar gedwongen vertrek bij Google is Gebru actief als onafhankelijk onderzoeker. Zo zette ze in 2021 het Distributed Artificial Intelligence Research Institute (DAIR) op. Het doel van DAIR is om de effecten van artificiële intelligentie op gemarginaliseerde groepen te documenteren, waarbij speciale aandacht wordt besteed aan Afrika en Afrikaanse migranten in de Verenigde Staten.

## Werken
- Visual computational sociology : computer vision methods and challenges (proefschrift)(2017).[5]
- Met vier anderen: Using deep learning and Google Street View to estimate the demographic makeup of neighborhoods across the United States (2017).[6]
- Met Joy Buolamwini: Gender Shades: Intersectional Accuracy Disparities in Commercial Gender Classification (2018).[7]
- Het hoofdstuk "Race and Gender" in The Oxford Handbook of Ethics of AI (2020).[8]
- Met Émile P. Torres: The TESCREAL bundle: Eugenics and the promise of utopia through artificial general intelligence (2024).[9]